# Mohammed Gassid
Mohammed Gassid Kadhim Al-Jaberi (arabe : محمد قاصد كاظم الجابري) (né le 10 décembre 1986 à Bagdad en Irak) est un footballeur international irakien, qui évolue au poste de gardien de but.
Son frère, Wissam, est également footballeur.

## Biographie

### Carrière en sélection
Avec l'équipe d'Irak, il a joué 54 matchs (pour aucun but inscrit) depuis 2007. Il figure dans le groupe des sélectionnés lors des coupes d'Asie des nations de 2007 et de 2011.
Il a également participé à la coupe des confédérations de 2009.

## Palmarès
| Al Shorta - Championnat d'Irak (2) : - Champion : 2012-13 et 2013-14. |  | Irak - Coupe d'Asie des nations (1) : - Vainqueur : 2007. |